# Верба (Могилёвская область)
Верба́ (бел. Вярба́) — деревня в составе Михеевского сельсовета Дрибинского района Могилёвской области Республики Беларусь.

## Население
- 1999 год — 19 человек
- 2010 год — 6 человек